# Amleto Vespa

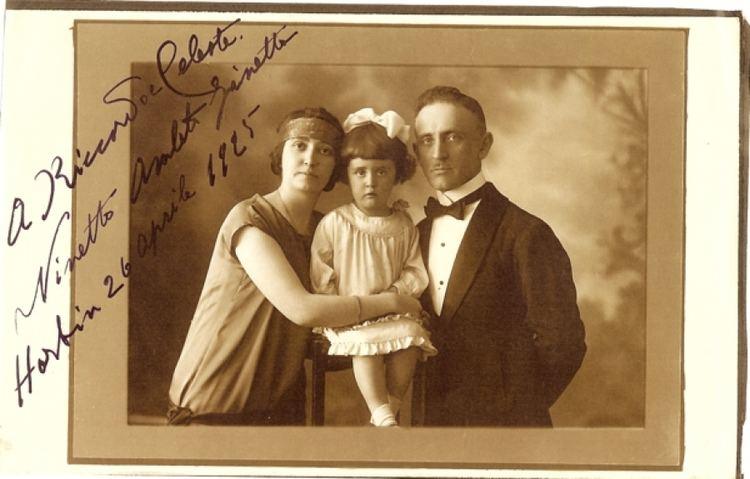
Vespa con su esposa y su hija, 1925.

Amleto Vespa (1888 – h. 1940) fue un aventurero y agente secreto italiano, que trabajó para los japoneses en Manchuria durante la década de 1930.
Nacido en l’Aquila, en la región de los Abruzos, Vespa emigró muy joven a México, donde luchó junto a las fuerzas de Francisco I. Madero en la revolución que estalló en 1910. Se trasladó posteriormente a Estados Unidos y luego al Extremo Oriente, donde se desempeñó como corresponsal de diversos periódicos. Logró dominar bien el chino y el japonés y, durante la Primera Guerra Mundial, espió en China para los Aliados. En 1916, entró al servicio del "señor de la guerra" manchú Chang Tso-lin (Zhang Zuolin), quien le nombró oficial de su propia policía secreta. Desde entonces y hasta la muerte de su patrón, en 1928, Vespa, un hombre bajito y fuerte con un acentuado parecido con Mussolini, se convirtió en un valioso agente con el notable curriculum de haber logrado meter entre rejas a contrabandistas de armas, proxenetas y traficantes de drogas. Como los italianos no aprobaban sus actividades, adoptó la nacionalidad china, decisión que luego lamentaría, porque tras el llamado “Incidente de Mukden” esta circunstancia lo colocó ante los japoneses en igual situación que los desgraciados chinos y manchúes.

## Agente secreto de Japón
Cuando los nipones crearon el estado “títere” de Manchukuo, con el antiguo emperador chino Pu Yi al frente, trataron enseguida de aprovecharse de Vespa y en 1931 el coronel Kenji Doihara, de la Inteligencia japonesa, lo amenazó con matar a su mujer y a su hijo si no se avenía a trabajar como agente para ellos, pero el italiano logró burlarlos, logrando con gran habilidad actuar como agente doble. Así, hasta que logró escapar de Manchuria en 1936, fue testigo presencial de los crímenes que cometían los japoneses en Harbin y otras localidades, y su libro Secret Agent of Japan: A Handbook to Japanese Imperialism es un extraordinario testimonio de aquel periodo histórico.
Tan sensacionales fueron sus revelaciones que cuando se publicó el libro, en 1938, algunos críticos pensaron que Vespa había inventado la mayoría de los hechos. Pero tanto Edgar Snow como H. J. Timperly, a la sazón corresponsales en China del Saturday Evening Post y del Manchester Guardian respectivamente, y buenos conocedores de Manchuria, corroboraron su autenticidad; igual que lo hicieron posteriormente una serie de expertos que verificaron lo relatado por Vespa.
Según este, el coronel Doihara le conminó a presentarse al jefe del servicio secreto japonés en Manchuria, un hombre muy refinado, que hablaba un inglés perfecto y cuyo nombre Vespa nunca llegó a saber. Pudiera haberse tratado de un príncipe de sangre real (posiblemente fuera el príncipe Takeda), ya que nadie, salvo un íntimo del emperador –como escribe David Bergamini-, se habría atrevido a hablar con tanto desprecio de sus subordinados y de los extranjeros en general y tan abiertamente de los planes japoneses, de acuerdo a lo que dice el italiano.
El misterioso jefe del servicio secreto expuso a Vespa lo que se iba a encomendar. La ocupación de Manchuria tenía que ser rentable. Al fin y al cabo, así era como habían actuado siempre las potencias colonialistas y en este caso los chinos y manchúes tendrían que “pagar la factura”. Esto se haría de varios modos: mediante monopolios, extorsiones, raptos y el sabotaje sistemático al Ferrocarril de Oriente operado por los soviéticos, en beneficio de la compañía japonesa del Ferrocarril del Sur de Manchuria. Entre los monopolios a organizar había que dedicar particular atención a la venta del opio, al juego y a la prostitución. “Los que reciben concesiones monopolísticas deberán pagar grandes sumas y a cambio recibirán nuestra protección”, explicó el jefe japonés a Vespa. Los monopolios de los japoneses, operados bajo protección de su gendarmería (Kempeitai), llegarían con el tiempo a cubrir casi todos los aspectos de la economía de Manchuria; había incluso una empresa que tenía el monopolio de la limpieza de chimeneas, propiedad de un japonés y “protegida” por diez gendarmes japoneses.
Vespa tenía que convertirse en jefe de un grupo de “comandos” y actuar como agente de coerción e intermediario por cuenta del servicio secreto japonés. La banda de matones se utilizaría de diversa manera, principalmente con el fin de que el tráfico comercial de la región discurriera por el ferrocarril japonés y no por el soviético. Así, uno de los cometidos de Vespa era entorpecer el tráfico de la línea Harbin-Vladivostok hasta llegar a pararla y obligar a los soviéticos a enviar sus mercancías por las líneas controladas por los nipones hasta Dairen (Dalian).
El alto funcionario nipón proyectaba igualmente raptos a gran escala, para exigir cuantiosos rescates a quienes pudieran pagar, prestando particular atención a los 7.000 judíos rusos que vivían en Manchuria. Además, los matones de Vespa deberían realizar algunas correrías contra pueblos de la región y huir cuando vieran llegar a las tropas japonesas, para que estas se granjearan la gratitud de los naturales, y efectuar falsos ataques a soldados japoneses con el fin de brindar el pretexto para la realización de expediciones punitivas o para expulsar a los habitantes de zonas que se quería entregar a colonos nipones. En todos estos planes se emplearía preferentemente a mercenarios rusos blancos, junto con “bandidos” chinos y manchúes.
Uno de los problemas que se le plantearon a Vespa al llevar a cabo las misiones ordenadas por los japoneses –y que cumplió, aunque según él de tal manera que muchas veces las tornas se volverían contra sus jefes-, fue que la propia gendarmería japonesa extorsionaba muchas veces a garitos, fumaderos de opio y burdeles “no autorizados” que no pagaban su cuota. En Harbin, donde Vespa residía, se instituyó la política de “vive y deja vivir” y se acordó que a la gendarmería le correspondiesen cinco burdeles, cinco fumaderos de opio, un garito y una tienda de narcóticos y drogas duras. “Poca cosa –señala Vespa- si consideramos que solo en Harbin había 172 burdeles, 56 fumaderos de opio y 194 despachos de narcóticos”, y añade que no se trataba de auténticas tiendas. “El morfinómano o el heroinómano llama a una puerta, se abre una mirilla a través de la cual introduce su brazo desnudo con veinte céntimos en la mano. Le cogen el dinero y le ponen una inyección en el brazo”.
Vespa señala también que, a partir de 1932, los japoneses aumentaron notablemente las áreas de cultivo de adormidera. Después de 1937, escribe, “los envíos de opio a China se hacían a diario, camuflados como abastecimientos militares para el ejército japonés. En las localidades en que no había destacamento militar, el opio se consignaba al consulado japonés. Buques de guerra nipones transportaban opio por toda la costa china y las cañoneras japonesas realizaban el mismo cometido en todos los ríos importantes del país. Sin embargo, a los japoneses les estaban estrictamente prohibidas las drogas. Vespa cita de un librito repartido entre la tropa por el mando militar: “El uso de narcóticos es indigno de una raza superior como la japonesa. Solo las razas inferiores, razas decadentes como la china, la europea y la hindú oriental, son adictas a los narcóticos. Por eso están destinados a ser nuestros criados y a desaparecer con el tiempo. El soldado japonés culpable del uso de narcóticos no merece llevar el uniforme del ejército imperial nipón ni venerar a nuestro divino emperador”.
Cuando la llamada Comisión Lytton, enviada por la Sociedad de Naciones, visitó Manchuria en abril de 1932, Vespa fue testigo de los “preparativos” realizados para recibirla: agentes secretos japoneses fueron instruidos para evitar que las quejas y peticiones de la población llegaran a manos de los miembros de la mencionada comisión; a todos los comités de recepción se les hizo aprender de memoria discursos en japonés, advirtiéndole que si se desviaban del texto se exponían a “pagarlo con su vida”; se eliminaron los mendigos de las calles, los fumaderos de opio fueron transformados en “clubes sociales”, etc. Sin embargo, a pesar de los esfuerzos japoneses, la Comisión Lytton pudo entrevistar a muchos individuos en secreto, y recibir muchas presentaciones por escrito que casi unánimemente protestaban contra las autoridades japonesas.

### El caso Kaspe
El relato que hace Vespa de sus tratos con la policía secreta nipona, sus bandas de matones chinos y rusos blancos y del modo que se las arregló para hacerse agente doble, no solo constituye una lectura apasionante, sino que es prueba de que el rapto, ya fuese para obtener rescate o por simple intimidación política, fue sumamente frecuente en Manchuria a partir de 1932. Vespa incluye en su libro largas listas de nombres de chinos y extranjeros apátridas raptados y, muchas veces, asesinados.
El caso de que fue víctima el propietario ruso-judío del hotel Moderne de Harbin, Joseph Kaspe, saltó a las páginas de la prensa internacional por su crueldad. Kaspe había logrado amasar una cuantiosa fortuna en Manchuria y era propietario, además del principal hotel de la ciudad, de una joyería y de una cadena de cines. Se había nacionalizado francés y un hijo suyo, Simeón, brillante pianista graduado en el conservatorio de Paris, era un famoso concertista. Simeón recorrió Asia en 1933 para dar una serie de conciertos y fue a visitar a su padre. Pero, el 23 de agosto de 1933, le raptó una banda de rusos blancos que actuaba de acuerdo con la gendarmería japonesa. Los captores exigieron un enorme rescate que el padre se negó a pagar en principio, siéndole enviadas entonces las orejas cortadas de su hijo.
En las semanas que siguieron, Vespa y el cónsul francés de Harbin llegaron al convencimiento de que la gendarmería japonesa daba cobertura a los captores y obtuvieron pruebas de ello; pero, aunque los japoneses, por la atención internacional que suscitó el caso, tuvieron que actuar contra los verdaderos raptores rusos, que fueron ejecutados, la participación de la gendarmería nunca fue investigada. A principios de noviembre de 1933, se encontró en las afueras de Harbin el cadáver horriblemente mutilado de Simeón Kaspe.
Puesto que todos los negocios propiedad de extranjeros no japoneses, incluso los dirigidos por privilegiados ciudadanos con pasaporte europeo o estadounidense, estaban sometidos a constantes coerciones, muchos se vendieron a precio de saldo a empresarios nipones. El propio Vespa fue desposeído de casi todas sus propiedades y recién pudo huir a Shanghái en 1936, cuando un “bandido” chino amigo suyo raptó a varios japoneses y a cambio de ellos pudo conseguir la libertad de su familia.
De aquí en adelante, prácticamente no se sabe nada de la suerte corrida por Amleto Vespa. Probablemente cayó en manos de los japoneses, cuando estos invadieron China a fines de la década de 1930, siendo luego asesinado.